# 衣ケ原
衣ケ原（ころもがはら）は、愛知県豊田市の地名。

## 地理

### 河川
- 逢妻男川

## 歴史

### 人口の変遷
国勢調査による人口および世帯数の推移。
| 1995年（平成7年）  | 86世帯 116人 |  |
| 2000年（平成12年） | 71世帯 99人  |  |
| 2005年（平成17年） | 20世帯 42人  |  |
| 2010年（平成22年） | 26世帯 55人  |  |
| 2015年（平成27年） | 16世帯 41人  |  |
| 2020年（令和2年）  | 31世帯 50人  |  |

### 沿革
衣ケ原はもともと赤土の台地の雑木林であった。1930年に、八事の起業家熊崎惣二郎（朗）が衣ケ原の山林11万坪を買収し、1935年に逓信省の許可を得て、翌1936年に民間飛行場として衣ケ原飛行場を完成させた。1937年には寄付金により拳母町町有飛行機としてアブロ式2型複葉機・挙母号が購入され、衣ケ原飛行場において利用されるようになる。その後、大日本帝国海軍から払い下げられた三式陸上初歩練習機が2代目挙母号として利用された。
やがて太平洋戦争が進むと、陸軍航空本部から要請を受けたトヨタ自動車工業が、川崎航空機工業と合弁で官設民営の東海飛行機（のちの愛知工業、アイシン）を設立し、衣ケ原飛行場やその北側隣接地に、エンジン製作のための鋳物工場として東海飛行機拳母工場が1944年に建設された。しかし、この東海飛行機拳母工場は、同年昭和東南海地震や名古屋大空襲で被害を受けた三菱重工業名古屋発動機製作所の工場疎開のため、三菱重工業名古屋発動機製作所第22製作所として転用され、そのまま日本の降伏を迎えた。
東海飛行機挙母工場の跡地は、官設民営方式で国が東海飛行機のために買収したものだったため、第二次世界大戦後も、国有地のままとなっており、一部が農地として利用されていた。その後、1954年に拳母市が工場誘致奨励条例を制定すると、市の仲介で払い下げや買収により、跡地をトヨタ自動車工業が工業用地として取得。トヨタ自動車工業挙母工場の北西約2.5kmに位置し、名鉄三河線土橋駅からの引き込み線や東海飛行機の工作物が残っていたことなどから、トヨタ自動車工業元町工場が建設され、1959年に竣工。それに合わせ周辺には関連企業の工場や、住宅が整備されるようになった。

## 交通
- 国道153号
- 愛知県道491号豊田環状線

## 施設
- トヨタ自動車元町工場（一部）
- 共和産業株式会社 本社・豊田工場
- 菱栄工機株式会社 本社
- 新明工業株式会社 本社・本社工場
- 株式会社岡田製作所 本社
- フルハシEPO株式会社 愛知第六工場

### WEB
1. ↑  “愛知県豊田市の町丁・字一覧”.   人口統計ラボ. 2024年2月26日閲覧。
2. 1 2  総務省統計局 (2022年2月10日). “令和2年国勢調査の調査結果(e-Stat) - 男女別人口，外国人人口及び世帯数－町丁・字等” (CSV). 2023年8月2日閲覧。
3. ↑  “愛知県豊田市の郵便番号一覧”.   日本郵便. 2024年2月29日閲覧。
4. ↑  “市外局番の一覧” (PDF).   総務省 (2022年3月1日). 2022年3月22日閲覧。
5. ↑  “ナンバープレートについて”.   一般社団法人愛知県自動車会議所. 2024年1月21日閲覧。
6. ↑  総務省統計局 (2014年3月28日). “平成7年国勢調査の調査結果(e-Stat) - 男女別人口及び世帯数 －町丁・字等” (CSV). 2021年7月20日閲覧。
7. ↑  総務省統計局 (2014年5月30日). “平成12年国勢調査の調査結果(e-Stat) - 男女別人口及び世帯数 －町丁・字等” (CSV). 2021年7月20日閲覧。
8. ↑  総務省統計局 (2014年6月27日). “平成17年国勢調査の調査結果(e-Stat) - 男女別人口及び世帯数 －町丁・字等” (CSV). 2021年7月21日閲覧。
9. ↑  総務省統計局 (2012年1月20日). “平成22年国勢調査の調査結果(e-Stat) - 男女別人口及び世帯数 －町丁・字等” (CSV). 2021年7月21日閲覧。
10. ↑  総務省統計局 (2017年1月27日). “平成27年国勢調査の調査結果(e-Stat) - 男女別人口及び世帯数 －町丁・字等” (CSV). 2021年7月21日閲覧。

### 書籍
1. 1 2 3 4 5  “トヨタ自動車の創立期に見る挙母工場の立地地図（Ⅲ） : 工業用水と河川水系を中心に”.   東海学園大学. 2023年10月15日閲覧。
2. ↑  “とよたたんきゅうラボ”.   豊田市. 2023年10月15日閲覧。
3. 1 2  “第5節 戦時下の研究と生産 第9項 航空機の開発と製作”.   トヨタ自動車. 2023年10月15日閲覧。
4. ↑  “元町工場の建設”.   トヨタ自動車. 2023年10月15日閲覧。
5. ↑  “元町工場の建設”.   トヨタ自動車. 2023年10月15日閲覧。